# Crna Bara (gmina Aleksinac)
Crna Bara (cyr. Црна Бара) – wieś w Serbii, w okręgu niszawskim, w gminie Aleksinac. W 2011 roku liczyła 127 mieszkańców.